# Sémele

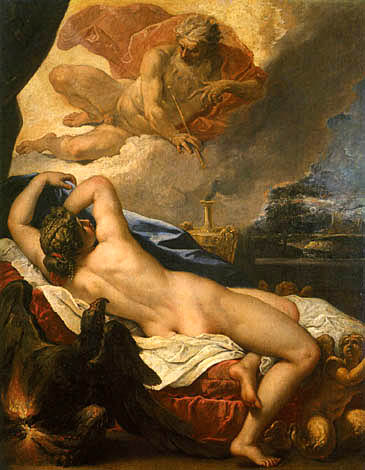
Óleo en lienzo de Sebastiano Ricci: Sémele y Júpiter (Semele e Giove, 1695 - 1704). Galería Uffizi (Florencia).

En la mitología griega, Sémele (en griego, Σεμέλη, Semélē), deificada más tarde como Tíone (Θυώνη, Thyóne), era una hija del rey Cadmo, especialmente recordada por ser la madre de Dioniso en su unión con Zeus. Ovidio la equipara con la diosa romana Stímula. Una tradición arcaica dice que las Híades fueron las nodrizas de Dioniso y se llamaron así porque Sémele también era conocida como Híe. Sémele también es el nombre que llevó una tragedia escrita por Cárcino, y Espíntaro escribió otra, la Sémele fulminada.

### Familia
Sémele pertenecía, por abolengo, a la casa real cadmea de Tebas. Su padre era Cadmo, rey de la célebre ciudad, y su madre Harmonía era hija de dos deidades, Ares y Afrodita. Después de celebrar una fastuosa boda en la que incluso los dioses banqueteron, Cadmo y Harmonía tuvieron cuatro hijas: Autónoe, Ino, Sémele y Ágave, y también un hijo, Polidoro. Por toda la ciudad de Tebas circulaban rumores de que Zeus, atraído por la belleza de Sémele, visitaba a la muchacha en secreto, intentando ganarse el afecto de la misma. Otra tradición, en cambio, dice que Sémele era hija de Daera, sin especificar el consorte.
Acusilao dice que Acteón, hijo de Autónoe, la hermana de Sémele, murió porque Zeus se había ofendido con el muchacho por haber pretendido a la propia Sémele. Estesícoro de Hímera, en cambio, cuenta que Artemisa cubrió a Acteón con una piel de ciervo y así preparó su muerte por medio de sus perros, para que no tomara por mujer a Sémele. Después de morir Sémele las otras hijas de Cadmo divulgaron el rumor de que su hermana había tenido relaciones amorosas con un mortal y que Zeus la había fulminado por haberlo calumniado.

### Amorío con Zeus
Como es fama, Zeus, enamorado de Sémele, yació con ella a escondidas de Hera. Zeus prometió conceder a Sémele lo que le pidiese, y ella, engañada por Hera, pidió que se le presentase tal como había ido al desposorio con la diosa. No pudiendo negarse, Zeus llegó al tálamo en un carro entre relámpagos y truenos y lanzó el rayo. Sémele murió de terror. Los poetas adornan el incidente; Eurípides, por ejemplo, dice de Dioniso que su «parto fue provocado por la llama de un relámpago», otros imaginan la escena como un «rayo lanzado en el tálamo» y otros más, de manera prosaica, dicen que la desdichada «murió por efecto del fuego». Lo cierto es que Zeus había decidió fulminar voluntariamente a Sémele antes de dar a luz, para que Dioniso no naciera de una mortal sino de dos inmortales, y así fuera inmortal desde el mismo nacimiento. Zeus, arrebatando del fuego el feto de seis meses, lo cosió en su muslo. Esta es la razón por la que el nombre de Dioniso significa el «dos veces nacido», una vez del útero de Sémele y otra vez del muslo de Zeus. Zeus lo había hecho para que el feto terminase su gestación y así no perder la vida de su hijo. Se dice también que, juntamente con el rayo lanzado en el tálamo, cayó un leño del cielo, y que Polidoro, hermano de Sémele, más tarde adornó este leño con bronce y desde entonces lo llamó Cadmeo.
Hera, la esposa de Zeus, ofendida por sus escarceos amorosos y porque por abolengo ambos provenía del mismo linaje, se enteró de que Sémele vivía en Tebas y Zeus la rondaba. Como el propio Zeus visitaba a Alcmena a menudo y en secreto, la muchacha pensó que el dios la menospreciaba y se avergonzaba de ella por no hacer público sus afectos amorosos. Hera, en ese momento, decidió bajar del Olimpo en una nube amarilla y usó sus tretas para cambiar de apariencia: fingió tener voz de anciana y adoptó en persona la forma de Béroe de Epidauro, conocida por ser la nodriza de Sémele. De esta guisa se infiltró en el palacio de Cadmo y consiguió convencer a Sémele de que el amor que sentía Zeus por ella era genuino. Hera, con la voz de la nodriza, y sin que Sémele sospechara nada, la encomió: «Hija, pide a Zeus que se presente ante ti como ante Hera, para que sepas qué placer es acostarse con un dios». Cuando Zeus se le presentó con toda su magnificencia divina en medio de rayos y truenos quedaron patentes que los afectos de Zeus eran sinceros. Para desgracia de Sémele no pudo aguantar lo extraordinario de su situación, pero unos instantes de morir le dio tiempo a dar a luz al niño que llevaba en su vientre.
Higino nos da una versión ligeramente diferente. Dice que Líber (Dioniso), nacido de Júpiter (Zeus) y de Prosérpina (Perséfone), fue despedazado por los Titanes. Júpiter le dio a Sémele en poción su corazón triturado. De su útero extrajo a Líber y se lo entregó a Niso para que lo criara, por lo que el niño fue llamado Dioniso y apodado Bimater, «el de dos madres».  Un relato tardío nos dice que Sémele la de Cadmo tuvo con Zeus a Osiris (nombre de Dioniso en Egipto).

### Muerte y divinización
Tiempo después, Dioniso bajó al inframundo y consiguió hacer que Sémele regresara de entre los muertos y viviera en los cielos, bajo el nombre de Tíone; desde entonces ambos son dioses por derecho propio. Un escoliasta refiere que Hades permitió su rescate a cambio de lo más querido para Dioniso, el cual entregó el mirto, con el que luego se adornaron los iniciados en sus ritos.
Los habitantes de Brasias tienen una leyenda local y dicen que Sémele dio a luz a su hijo de Zeus y, descubierta por Cadmo, ella y su hijo fueron metidos en un arca que fue a parar por el oleaje a su país, y a Sémele la enterraron con esplendor —pues hallaron que ella ya no vivía— mientras a Dioniso lo criaron.
También se dice que junto a la puerta llamada Prétide, una de las celebérrimas siete puertas de Tebas, está construido un teatro, y muy cerca del teatro hay un templo de Dioniso de sobrenombre Lisio. Los tebanos dicen que una imagen que hay allí es de Sémele. Hay también ruinas de la casa de Lico y el sepulcro de Sémele. Dicen que, cuando murió, ella se convirtió en piedra.